# Fenland
Fenland är ett distrikt (motsvarande kommun) i grevskapet Cambridgeshire i England, Storbritannien. Distriktet har 103 035 invånare (2022).
Större orter är Chatteris, March (huvudort), Whittlesey och Wisbech.
Fenland består av 16 civil parishes för visst lokalt självstyre.